# 11Д58
11Д58 — жидкостный ракетный двигатель (ЖРД) многократного запуска в условия невесомости при длительном нахождении в космическом пространстве, разработанный в 1960-х годах ОКБ-1 (ныне РКК «Энергия»). Двигатель был разработан под руководством М. В. Мельникова на базе первого в мире двигателя замкнутой схемы 11Д33 (С1.5400) путём улучшения его характеристик. 11Д58 был создан для пятой ступени (Блок Д) сверхтяжёлой ракеты-носителя (РН) Н-1. Производные этой ступени используются в качестве разгонных блоков (РБ) в составе РН «Протон», применялись при пусках РН «Зенит» до 2014 года, а также планируется использовать в составе РН «Ангара-А5» и «Союз-5».

## Конструкция
11Д58 представляет собой однокамерный двигатель замкнутой схемы с дожиганием газогенераторного газа, использующий в качестве компонентов топлива жидкий кислород (окислитель) и керосин РГ-1 (горючее). Многократный запуск обеспечивается блоком с ампулами пускового горючего. Вспомогательные бустерные насосы позволяют использовать баки облегчённой конструкции. Система регулирования соотношения компонентов топлива с температурной коррекцией позволяет поддерживать постоянное массовое соотношение компонентов вместо объёмного, как это делается на других двигателях. Последние модификации включают легкий модернизированный сопловой насадок радиационного охлаждения (НРО-М) из углерод-углеродного композиционного материала (УУКМ), разработанный РКК «Энергия» совместно с НПО «Искра» и Исследовательским центром имени М. В. Келдыша.

## Варианты
Двигатель имеет несколько вариантов:
- 11Д58 — оригинальная версия, разработанная для блока «Д» РН Н-1[3][1].
- 11Д58М — модернизированная версия для РБ «Блок ДМ» РН «Протон-К»[1].
- 11Д58М с НРО-М — вариант 11Д58М, использующий вместо регенеративно охлаждаемого сопла углерод-углеродный сопловой насадок производства НПО «Искра»[8][9][10].
- 11Д58МФ — модернизированная версия с уменьшенной тягой и увеличенным удельным импульсом, планируемая для применения в РБ «Блок ДМ-03» РН «Ангара-А5».
- 17Д12 — двигатель орбитального маневрирования объединенной двигательной установки ракетоплана «Буран»[11][12].

| Обозначение                               | 11Д58           | 11Д58М          | 11Д58М          | 11Д58М с НРО-М  | 11Д58МФ (проект) | 11Д58МФ (проект) | 17Д12           |
| ----------------------------------------- | --------------- | --------------- | --------------- | --------------- | ---------------- | ---------------- | --------------- |
| Год создания                              | 1968            | 1973            | 1973            | 2004            | 2018             | 2018             | 1986            |
| Горючее                                   | Керосин РГ-1    | Керосин РГ-1    | Синтин          | Керосин РГ-1    | Керосин РГ-1     | Синтин           | Синтин          |
| Окислитель                                | Жидкий кислород | Жидкий кислород | Жидкий кислород | Жидкий кислород | Жидкий кислород  | Жидкий кислород  | Жидкий кислород |
| Отношение О/Г                             | 2,48            | 2,48            | 2,48            | 2,82            | 2,82             | 2,82             | н/д             |
| Давление в КС, кгс/см²                    | 68              | 79              | 79              | 79              | 80               | 80               | 81              |
| Тяга в пустоте, кгс                       | 8500            | 8500            | 8500            | 8500            | 5000             | 5000             | 9000            |
| Удельный импульс тяги в пустоте, кгс·с/кг | 350             | 352             | 360             | 356             | 372              | 380              | 362             |
| Геометрическая степень расширения сопла   | 189             | 189             | 189             | 280             | 500              | 500              | 189             |
| Количество включений в полёте             | 7               | 7               | 7               | 7               | 7                | 7                | 15              |
| Суммарное время работы, с                 | 720             | 720             | 720             | 1200            | 1800             | 1800             | 900             |
| Высота, мм                                | 2270            | 2270            | 2270            | 2720            | 2270             | 2270             | 2270            |
| Диаметр, мм                               | 1170            | 1170            | 1170            | 1400            | 1170             | 1170             | 1170            |
| Масса, кг                                 | 300             | 310             | 310             | 340             | 250              | 250              | 230             |
| Назначение                                | Блок Д          | Блок ДМ         | Блок ДМ         | Блок ДМ-SL      | Блок ДМ-03       | Блок ДМ-03       | «Буран»         |
| Дата первого пуска                        | 10.03.1967      | 26.03.1974      | 26.03.1974      | 10.06.2003      |                  |                  | 15.11.1988      |

Советский орбитальный корабль-ракетоплан «Буран» использовал в качестве маршевых (двигателей орбитального маневрирования) два модифицированных двигателя, получивших обозначение 17Д12 и обеспечивавших 15 включений за полёт при использовании синтина.
Одним из современных вариантов двигателя является 11Д58М, который имеет несколько увеличенный удельный импульс (УИ). В качестве горючего может использоваться синтин без изменения конструкции двигателя.
В стадии разработки находится новая версия, известная под обозначением 11Д58МФ, имеет уменьшенную до 5 тс тягу, при сохранении длины, но с увеличенным до 500:1 коэффициентом расширения, что позволит получить прирост УИ в 20 с (до ожидаемых 372 с). Использование 11Д58МФ на новой версии РБ Блок ДМ-03 позволит повысить почти на 20 % массу выводимого на геостационарную орбиту полезного груза.